# Africa Sports (football féminin)
Maillots
Actualités
Dernière mise à jour : 25 juillet 2022.
La section féminine de l'Africa Sports d'Abidjan est un club de football ivoirien basé à Abidjan. C'est l'une des sections du club omnisports d'Africa Sports d'Abidjan.

## Histoire
En 1987, l'Africa Sports participe à un tournoi international féminin remporté par les Ghanéennes d'Ashtown.

### La conquête du premier titre
À la fin des années 2010, le football féminin ivoirien est dominé par les Onze Sœurs de Gagnoa, sacrées championnes en 2018 et 2019. Alors que la saison 2020 est abandonnée, l'Africa Sports, vice-champion en 2019, réalise une saison 2021 presque parfaite, avec une seule défaite, pour remporter son premier titre national.

### L'affaire de harcèlement sexuel
En février 2022, un des entraîneurs de l'équipe, Macadi Touré, est accusé de chantage et harcèlement sexuel par des joueuses, dont certaines sont mineures. Il leur aurait proposé des relations sexuelles en échange de faveurs sportives. Les témoignages de ces dernières sont d'abord étouffés par la direction du club et la fédération ivoirienne, avant que le journaliste français Romain Molina ne laisse éclater l'affaire. Le coach Touré est alors renvoyé par le club et la fédération se saisit de l'enquête.

## Palmarès
Championnat de Côte d'Ivoire (1) :
- Vainqueur en 2021
- Deuxième en 2019